# Statut des langues des signes en Asie

Le statut des langues des signes en Asie diffère selon les pays, la plupart n'ayant pas encore reconnu de langue des signes.

## Langues des signes reconnues par la Loi

### Reconnaissance totale
- Corée du Sud : la langue des signes coréenne est une langue officielle de la république de Corée[1].
- Japon : la langue des signes japonaise est reconnue par la loi japonaise depuis le 5 août 2011[2].
- Philippines : la langue des signes philippine est reconnue par la loi philippine depuis le 30 octobre 2018[3].
- Sri Lanka : la langue des signes sri-lankaise est reconnue par la loi sri-lankaise depuis le 14 septembre 2017[4].

### Reconnaissance partielle
- Indonésie : la langue des signes indonésienne (en) est partiellement reconnue[réf. nécessaire].
- Népal : la langue des signes népalaise est reconnue par le ministère de l'Éducation et le ministère de la Femme, de l'Enfance et de la Protection sociale[réf. nécessaire].

## Langues des signes non reconnues
- Malaisie (langue des signes malaisienne)
- Russie (langue des signes russe)
- Turquie (langue des signes turque)